# Desa Sindangasih (administrativ by i Indonesien, lat -7,57, long 108,33)
Desa Sindangasih är en administrativ by i Indonesien.   Den ligger i provinsen Jawa Barat, i den västra delen av landet, 220 km sydost om huvudstaden Jakarta.